# Serra do Marão

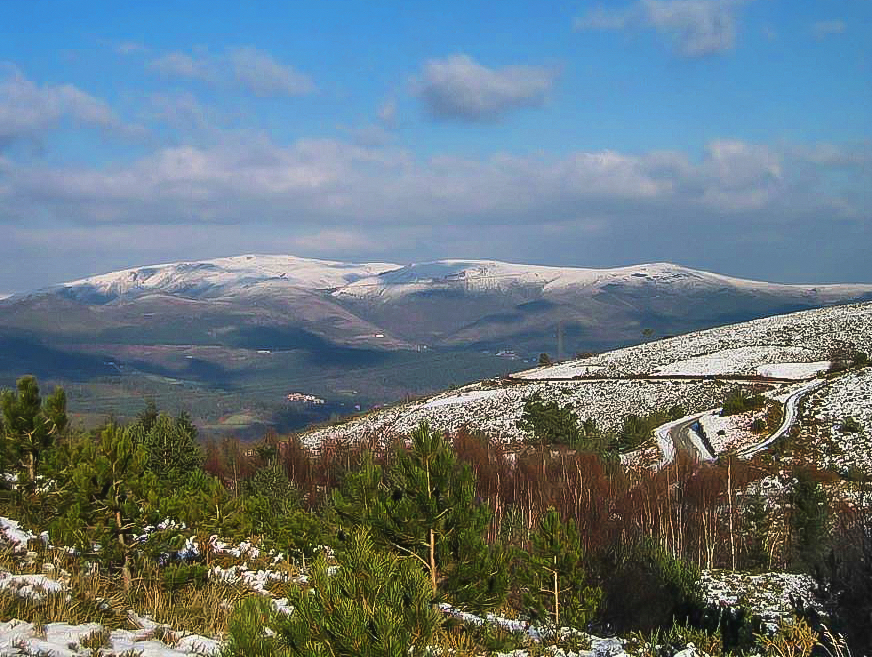
Serra do Marão

Serra do Marão – masyw górski w północnej Portugalii, z najwyższym wzniesieniem Marão, sięgającym 1415 m n.p.m.